# WWF King of the Ring
WWF King of the Ring ist ein professionelles Wrestling-Videospiel, das auf der World Wrestling Federation (WWF, heute WWE) basiert und 1993 für das Nintendo Entertainment System und den Game Boy veröffentlicht wurde. Es war das letzte WWF-Spiel das für das NES veröffentlicht wurde, und das dritte WWF-Spiel, das für den Game Boy erschien. In diesem Spiel können die Spieler um dem Titel des King of the Ring kämpfen, indem sie in einem achtköpfigen Single-Elimination-Turnier antreten. Darüber hinaus können die Spieler in einer Reihe von Einzelmatches gegen das gesamte Roster antreten, um WWF Champion zu werden. Außerdem gibt es Schaukämpfe im Einzel- und Tag Team Modus für einen oder zwei Spieler.

## Spielprinzip
Die NES-Version enthält elf Wrestler: Hulk Hogan, Randy Savage, Bret Hart, The Undertaker, Shawn Michaels, Razor Ramon, Bam Bam Bigelow, Yokozuna, Mr. Perfect, Lex Luger und „You“ (ein generischer Wrestler, dem der Spieler einen Namen geben und Eigenschaften zuweisen kann). Undertaker und Bigelow sind nicht in der Game-Boy-Version enthalten.
Jeder Wrestler des Spiels verfügt über die gleichen Grundbewegungen, bestehend aus Schlägen, Tritten, einem Body Slam, einem Suplex, einem Wurf, einem Dropkick, Stomps, Ellenbogenstößen und einem Move vom Turnbuckle. Es gibt keine speziellen Moves, aber jeder Wrestler unterscheidet sich in Bezug auf Geschwindigkeit, Stärke und Ausdauer.

## Rezeption
Als die NES-Version veröffentlicht wurde, vergab Electronic Gaming Monthly die Bewertung 7 von 10 Punkten. Ed Semrad, der die höchste Punktzahl vergab, schrieb: „Es gibt eine Menge Wrestler zur Auswahl, von denen sich jeder ziemlich von den anderen unterscheidet. Dass es nur ein Zwei-Tasten-Spiel ist, tut dem Spaß keinen Abbruch, aber die Tatsache, dass es auf einem 8-Bit-System läuft, hat ihre Grenzen - wie zum Beispiel die Tatsache, dass gelegentlich die Beine einer Figur verschwinden, wenn sie geworfen wird...“. Sushi-X schrieb: „...Die Grafik ist schwach und das viele Flimmern wird schnell nervig. Das Gameplay ist anständig und das Cart macht auch mit zwei Spielern Spaß“.
Der öffentliche Konsens war jedoch etwas niedriger, mit einer durchschnittlichen Bewertung von 6,5 von 10 Punkten bei GameSpot.

## Entwicklung
WWF King of the Ring war das letzte NES/GB-Spiel von Gray Matter.

## Notiz
a. Veröffentlicht unter den LJN Markennamen.